# もしもワールド
「もしもワールド」は、トミタ栞の2枚目のアルバム。2015年2月18日にエピックレコードジャパンから発売された。

## 概要
初のフルアルバムである。2014年12月14日に海老名ビナウォークで行われたシングル「だめだめだ」発売記念イベントにて、重大発表と称して、トミタ栞本人の口から、アルバムの発売決定と共にタイトルが「もしもワールド」であることが伝えられた。アルバムの由来は、「これからの活動をさらに飛躍させたいという意味合いと、さまざまな視点から描かれた楽曲をトミタ自身が「もしも自分だったら…」という想像を膨らませながら、楽曲に登場する主人公になりきって歌っている」から。
収録曲にはトミタ栞自身が初めて作詞作曲した曲や、スネオヘアーこと渡辺健二の楽曲提供や大塚愛プロデュース曲もある。
初回生産限定盤に付くDVDは過去のシングル＆配信シングルのミュージックビデオの他、2014年に行われたワンマンライブ「トミタ栞ライブ2014 〜はじめてのワンマンは二十歳の誕生日！！〜」ドキュメント映像が収録されている。「卒業アルバム」のミュージックビデオを制作するにあたり、「卒業式」や「学校」といったキーワードにまつわる写真が一般公募された。

## 収録曲

### Disc 1 / CD
| #         | タイトル                    | 作詞      | 作曲       | 編曲         | 時間  |
| --------- | --------------------------- | --------- | ---------- | ------------ | ----- |
| 1.        | 「もしもワールド」          | トミタ栞  | トミタ栞   | 秋月航       | 3:54  |
| 2.        | 「だめだめだ」              | aio       | aio        | aio × Ikoman | 3:56  |
| 3.        | 「大好き、さようなら」      | 渡辺健二  | 渡辺健二   | 渡辺健二     | 4:26  |
| 4.        | 「みなとみらい」            | トミタ栞  | 若田部誠   | 秋月航       | 5:03  |
| 5.        | 「強がり太陽」              | トミタ栞  | トミタ栞   | 秋月航       | 5:09  |
| 6.        | 「きらきら」                | トミタ栞  | 鈴木健太朗 | 秋月航       | 5:02  |
| 7.        | 「線香花火」                | 若田部誠  | 若田部誠   | 秋月航       | 4:14  |
| 8.        | 「HAPPY AND HAPPY」         | aio       | aio        | aio × Ikoman | 3:41  |
| 9.        | 「MONTER GIRL (Album Mix)」 | トミタ栞  | 浅利進吾   | YAMACHI      | 3:55  |
| 10.       | 「卒業アルバム」            | 若田部誠  | 若田部誠   | 秋月航       | 5:10  |
| 11.       | 「RounD」                   | aio       | aio        | aio × Ikoman | 4:35  |
| 合計時間: | 合計時間:                   | 合計時間: | 合計時間:  | 合計時間:    | 49:05 |

### Disc 2 / DVD
| #         | タイトル                                                                        | 作詞  | 作曲・編曲 | 時間  |
| --------- | ------------------------------------------------------------------------------- | ----- | ---------- | ----- |
| 1.        | 「線香花火」(Music Video)                                                       |       |            | 4:15  |
| 2.        | 「MONSTER GIRL」(Music Video)                                                   |       |            | 4:37  |
| 3.        | 「きらきら」(Music Video)                                                       |       |            | 8:33  |
| 4.        | 「HAPPY AND HAPPY」(Music Video)                                                |       |            | 13:40 |
| 5.        | 「だめだめだ」(Music Video)                                                     |       |            | 17:27 |
| 6.        | 「トミタ栞ライブ2014 〜はじめてのライブは二十歳の誕生日!!〜」(ドキュメント映像) |       |            | 21:28 |
| 合計時間: | 合計時間:                                                                       | 70:00 |            |       |

### 楽曲解説
1. もしもワールド
  - tvk「saku saku」2015年2月期エンディング曲
2. だめだめだ
  - テレビ東京系アニメ「NARUTO-ナルト-疾風伝」エンディング曲
  - tvk「saku saku」2014年11月期エンディング曲
3. 大好き、さようなら
4. みなとみらい
  - 横浜DeNAベイスターズ「DREAM STUDIUM2014」テーマソング
5. 強がり太陽
6. きらきら
7. 線香花火
  - 日本テレビ系「PON!」2013年8月期エンディング曲
  - tvk「saku saku」2013年8月期エンディング曲
8. HAPPY AND HAPPY
  - 日本テレビ系「ミュージックドラゴン」2014年7月期エンディング曲
  - tvk「saku saku」2015年2月期エンディング曲
9. MONTER GIRL (Album Mix)
  - tvk「saku saku」2013年12月期エンディング曲
10. 卒業アルバム
11. RounD
  - 後に、楽曲提供の大塚愛がシングル「ドラセナ」のカップリング内でセルフカバー